# Азиатская (посёлок)
Азиа́тская — посёлок в Свердловской области России, административно подчинённый городу Кушве. Входит в Кушвинский муниципальный округ. Станция Свердловской железной дороги.
Ранее посёлок был центром Азиатского сельсовета города Кушвы.

## География
Посёлок Азиатская расположен в горно-лесистой местности Урала, в верховьях реки Туры, на левом берегу, при впадении в неё реки Берёзовки. В черте посёлка реки образуют небольшой пруд. Азиатская находится в 14 километрах к западу от города Кушвы (по автодороге в 15 километрах), при железнодорожной станции Азиатской и на автодороге местного значения Кушва — Качканар — Горнозаводск.

## История
Посёлок образовался как станция Азиатская при строительстве Горнозаводской железной дороги в 1878 году. День посёлка отмечают 6 июля.
По данным переписи 1926 года, число хозяйств на станции было 16, жителей — 68 человек, в школе 1 ступени — 17 учеников.
В 1990-е годы в посёлке имелся лесопункт, относящийся к Гороблагодатскому леспромхозу. Лес отправляли за границу. Сейчас от него остался лишь небольшой лесозаготовительный участок.

## Население
Большую часть населения Азиатской составляют пожилые люди. Большинство домов принадлежит жителям Нижнего Тагила и используется как дачи.
| 2002 | 2010 |
| ---- | ---- |
| 1062 | ↘859 |

## Инфраструктура
В Азиатской есть дом культуры с библиотекой, православная церковь («Приход во имя Трёх Святителей»), школа, детский сад, участковая больница, пожарная часть, почтовое отделение и несколько магазинов.

## Транспорт
До посёлка можно добраться на электричке из Чусового, Качканара, Кушвы и Нижнего Тагила и на пригородном автобусе из Кушвы.